# Houghton (Michigan)
Houghton é uma cidade localizada no estado americano de Michigan, no Condado de Houghton.

## Demografia
Segundo o censo americano de 2000, a sua população era de 7010 habitantes.
Em 2006, foi estimada uma população de 7014, (0.1%).

## Geografia
De acordo com o United States Census Bureau tem uma área de
11,8 km², dos quais 11,2 km² cobertos por terra e 0,6 km² cobertos por água.

## Localidades na vizinhança
O diagrama seguinte representa as localidades num raio de 16 km ao redor de Houghton.